# Гран-Файи
Гран-Файи́ (фр. Grand-Failly) — коммуна во французском департаменте Мёрт и Мозель региона Лотарингия. Относится к  кантону Лонгюйон.	

## География

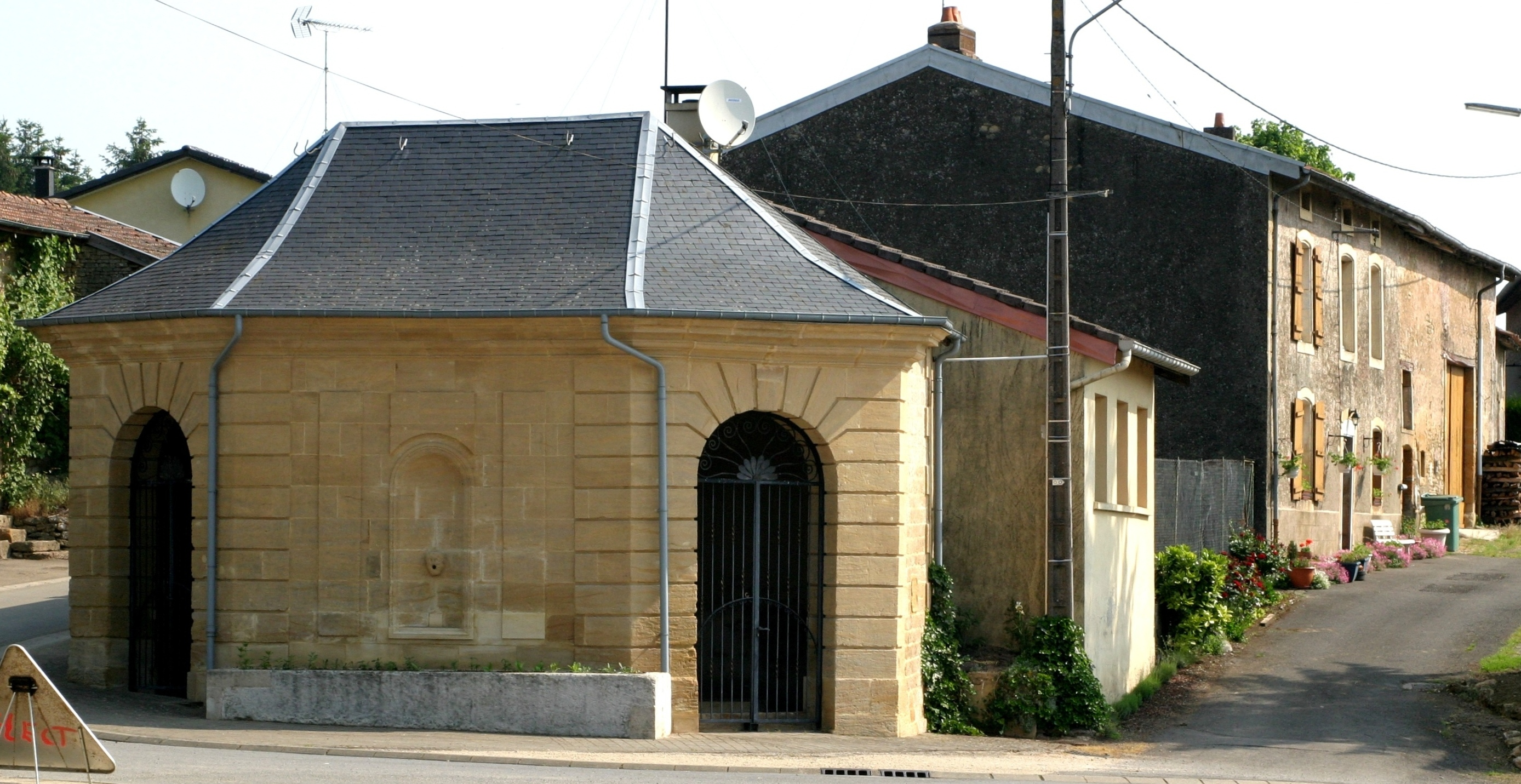
Лавуар в Гран-Файи.

Гран-Файи расположен в 60 км к северо-западу от Меца и в 95 км к северо-западу от Нанси. Соседние коммуны: Лонгюйон на северо-востоке, Сен-Лоран-сюр-Отен на юге, Пти-Файи на северо-западе.

## История
- На территории коммуны были найдены многочисленные предметы галло-романской культуры и периода Меровингов.
- Гран-Файи входил в историческую провинцию Барруа.
- В 1811 году к Гран-Файи была присоединена деревня Пети-Ксиври.

## Демография
Население коммуны на 2010 год составляло 318 человек.
| 1962 | 1968 | 1975 | 1982 | 1990 | 1999 | 2010 |
| ---- | ---- | ---- | ---- | ---- | ---- | ---- |
| 407  | 389  | 342  | 334  | 294  | 294  | 318  |

## Достопримечательности

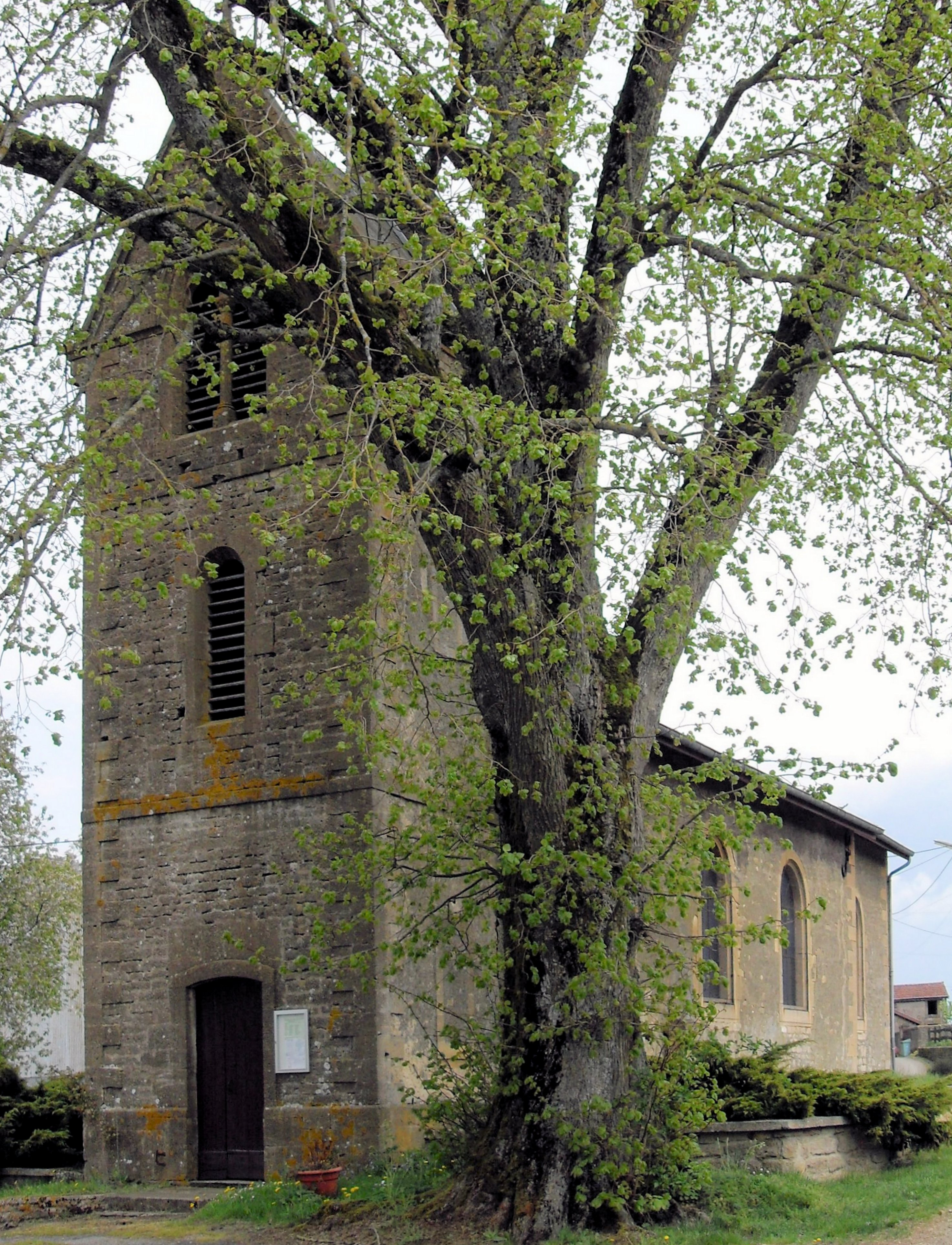
Церковь Нативите-де-ла-Вьерж в Пети-Ксиври.

- Развалины двух фортифицированных домов.
- Замок в Пети-Ксиври, реконструирован в 1700 году, расширен в 1742 году.
- Лавуар 1785 года.
- Американское военное кладбище времён Второй мировой войны.
- Археологический музей в часовне Сен-Эньян.